# 维斯赫拉姆普尔
维斯赫拉姆普尔（Vishrampur），是印度恰蒂斯加尔邦Surguja县的一个城镇。总人口12366（2001年）。

## 人口
该地2001年总人口12366人，其中男性6597人，女性5769人；0—6岁人口1496人，其中男786人，女710人；识字率77.13%，其中男性为83.30%，女性为70.08%。